# 엘 마리아치
《엘 마리아치》(스페인어: El Mariachi)는 1992년 개봉한 미국의 스페인어 독립 네오웨스턴 액션 영화이다.
속편으로 《데스페라도》(1995)와 《원스 어폰 어 타임 인 멕시코》(2003)가 있다.

## 줄거리
기묘한 정적이 감도는 한 마을에 마리아치 가수 엘 마리아치(카를로스 가야르도분)와 악당 아술(레이놀 마르티네스 분)이 나타난다. 그들은 공교롭게도 둘 다 검은 옷을 입고 검은 기타 케이스를 들고 있다. 그러나 엘마리아치의 기타 케이스 안에는 그가 가장 아끼는 기타가 들어 있고 악당 아술의 케이스 안에는 무기로 채워져 있다.
악당 아술은 그 지역 폭력 조직의 두목 모코(피터 마쿼트 분)의 부하였으나 그에게 배반당하고 자신을 죽이기 위해 감옥으로 부하들을 보낸 모코에게 복수하고 자기의 몫을 찾기 위해 마을에 들어 온다. 한편 기타 하나를 들고 마리아치를 부르며 방랑 생활을 하는 엘 마리아치는 마을에 들어와 노래할 곳을 찾아 다닌다.
모코와 아술 사이에서 마리아치는 아술로 오해를 받으며 노래할 곳을 찾는데 그곳의 여주인도 모코의 여자라 이 또한 곤경의 여지를 만든다. 우여곡절 끝에 악당들을 모두 처치하고 마리아치는 또다시 정처 없이 떠난다.

## 출연
- 카를로스 가야르도 - "엘 마리아치" 역
- 피터 마쿼트 - 마우리시오 "모코" 역
- 레이놀 마르티네스 - 아술 역
- 에디트 곤살레스 - 엘렉트라 역

## 기타 제작진
- 협력 제작: 엘리자베스 아베얀

## 시청 등급
- 대한민국: 청소년 관람불가
- 미국: R